# 空の港で。それぞれのエアポート物語
『空の港で。それぞれのエアポート物語』（そらのみなとで それぞれのエアポートものがたり）は、テレビ東京で2008年4月5日から9月27日まで毎週土曜日の20時54分 - 21時に放送されていた一話完結型ショートドラマ（ミニ番組）である。全26回。 

## 概要
成田国際空港株式会社の一社提供番組であり、ドラマは毎回成田国際空港を舞台にしている。これまでに、出発ロビー、空港内のカフェ、展望デッキなどが登場している。実質3分間で構成された、一話完結型の超ショートドラマである。

## 出演
第1回
- 健二 - 和泉宗兵
- 裕美 - 石栗みなみ
- 武人 - 平野正樹

第2回
- 新婦 - 藤倉幸子
- ウェイター - 久保木秀直
- 店長 - 中神一保

第3回
- トミー - アーロン
- しょうこ - 渡辺綾乃
- チャコ - 田岡由衣
- タエコ - 漆原小菜美
- オカラ - 椎名夏美

第4回
- 掃除のおじさん - 井元工治
- スーツの男 - 池田稔
- 若い職員 - 東海林遼

第5回
- エリ - 山本博子
- サトシ - 河上創達
- 明日香 - 伊藤奈津美

第6回
- 夫 - 成田次穂
- 妻 - 青木悦子

第7回
- グリーンキーパー - 眞賀里知乃
- スーツの男 - 三宅法仁

第8回
- 新婦 - 佐古麻由美
- 新郎 - 宮原将護
- 新婦の父 - 杉崎博久

第9回
- 美奈 - 宮本侑芽
- ルナ - 田中明
- 美奈の母 - 大澤桂子
- ルナの父 - 中村暢明

第10回
- 男 - 本田亮
- あゆみ - 林阿友美
- ギャル男  - 鈴木崇夫、門井健二、岩間貴宏
- チャコ - 田岡由衣
- タエコ - 漆原小菜美

第11回
- 兄 - 鈴木秀人
- 弟 - 土屋雄

第12回
- 大造 - タイソン大屋
- 結花 - 熊谷美香
- 金太 - 土屋雄

第13回
- マイコ - 土田ひろ子
- トモヒロ - 林修司
- ナツヨ - 三浦まゆ

第14回
- 奈々 - 村井桃子
- 夏彦 - 黒田尚樹

第15回
- 父 - 三山修一
- 娘 / 妻（写真） - 紺野夕姫（二役）
- 若い頃の父 - 細川学

第16回
- 部長 - 本田清澄
- 部下 - 岡本堂玄
- 妻 - 優木かおる
- 店員 - 西浦友珠

第17回
- 山本 - 菅原純
- 大富豪 - 小田村眞貴人
- ゴスロリ少女 - ちかげ
- 通訳 - サイトウ・エディ
- SP - カリル・ゴルバルバール

第18回
- 松岡俊介
- 汐見ゆかり
- 桃生亜希子
- 和田聰宏

第19回
- 桃生亜希子
- 和田聰宏
- 嶋田久作

第20回
- 母 - 白川和子
- 娘 - 松尾れい子
- 父（故人） - 岡田髙治

第21回
- 中村優子
- テイ龍進
- 汐見ゆかり

第22回
- めぐみ - 種田ちえり
- 陽子 - 小田あさ美
- 麻美 - 山田麻衣子
- 佐紀 - 成田梨紗
- 結衣 - 早乙女美樹

第23回
- 山本梓

第24回
- 万奈 - 笠菜月
- ママ - 長澤素子
- きょんちゃん - 木下一郎（声）
- パパ - 津田寛治

第25回
- 逃げる男 - 岩本淳
- 助ける女 - 尾上綾華
- 追う男 - 並木秀介

最終回
- 温水洋一
- 和泉宗兵
- 山田麻衣子、種田ちえり、小田あさ美、成田梨紗、早乙女美樹

## スタッフ
- 企画：平石洋介[注 1]
- 脚本：関竹彦、平石洋介、中島英太、郡司音、澤田智宏、島森奈津子、山田健、坂本陽児、飯塚陽子、村井桃子、奥野圭亮、江口順也、Y.HIRAISHI、永田大典、永友鎬載、兒島麻美、岡村めぐみ、吉野耕平
- 演出：塩田泰造、八代健志、下山天、村本天志、平石洋介
- 撮影技術：藤田恵太、小松忠信、平石洋介
- 助監督：長尾久美子
- 制作：三橋元治、湯川昌明
- プロデューサー：奥野貴浩
- 製作：電通、太陽企画

## 主題歌
河口恭吾「忘れないよ」

## サブタイトル
| 回     | 放送日  | サブタイトル         | 脚本       | 演出     |
| ------ | ------- | -------------------- | ---------- | -------- |
| 第1回  | 4月05日 | 運命の選択           | 関竹彦     | 塩田泰造 |
| 第2回  | 4月12日 | 待ちぼうけ           | 平石洋介   | 塩田泰造 |
| 第3回  | 4月19日 | スターな男           | 中島英太   | 塩田泰造 |
| 第4回  | 4月26日 | 掃除のおじさん       | 平石洋介   | 八代健志 |
| 第5回  | 5月03日 | 告れなかった男       | 中島英太   | 八代健志 |
| 第6回  | 5月10日 | そして、道は、つづく | 郡司音     | 八代健志 |
| 第7回  | 5月17日 | green                | 澤田智宏   | 塩田泰造 |
| 第8回  | 5月24日 | バージンロード       | 島森奈津子 | 塩田泰造 |
| 第9回  | 5月31日 | 親友                 | 平石洋介   | 塩田泰造 |
| 第10回 | 6月07日 | 2度目の冒険          | 山田健     | 塩田泰造 |
| 第11回 | 6月14日 | 弟                   | 坂本陽児   | 塩田泰造 |
| 第12回 | 6月21日 | よくある別れ         | 平石洋介   | 塩田泰造 |
| 第13回 | 6月28日 | スーツケース         | 飯塚陽子   | 塩田泰造 |
| 第14回 | 7月05日 | 七夕                 | 村井桃子   | 下山天   |
| 第15回 | 7月12日 | 二人に会える場所     | 奥野圭亮   | 下山天   |
| 第16回 | 7月19日 | フランスのおみやげ   | 江口順也   | 下山天   |
| 第17回 | 7月26日 | 日本を探せ           | Y.HIRAISHI | 下山天   |
| 第18回 | 8月02日 | ニアミス             | 中島英太   | 村本天志 |
| 第19回 | 8月09日 | 電話                 | 平石洋介   | 村本天志 |
| 第20回 | 8月16日 | 結婚40周年           | 永田大典   | 村本天志 |
| 第21回 | 8月23日 | 別れの女             | 永友鎬載   | 村本天志 |
| 第22回 | 8月30日 | ダブルス             | 兒島麻美   | 塩田泰造 |
| 第23回 | 9月06日 | 告白                 | 平石洋介   | 平石洋介 |
| 第24回 | 9月13日 | きょんちゃん         | 岡村めぐみ | 塩田泰造 |
| 第25回 | 9月20日 | たかとび             | 吉野耕平   | 塩田泰造 |
| 最終回 | 9月27日 | ー                   | 平石洋介   | 塩田泰造 |

※出典：テレビドラマデータベース